# Kängsjön
Kängsjön är en sjö i Sollefteå kommun och Strömsunds kommun i Ångermanland och ingår i Ångermanälvens huvudavrinningsområde. Sjön har en area på 2,95 kvadratkilometer och ligger 293 meter över havet. Sjön avvattnas av vattendraget Lafsan (Lövlundsån).

## Delavrinningsområde
Kängsjön ingår i det delavrinningsområde (704826-150874) som SMHI kallar för Utloppet av Kängsjön. Medelhöjden är 339 meter över havet och ytan är 20,77 kvadratkilometer. Räknas de 18 avrinningsområdena uppströms in blir den ackumulerade arean 157,97 kvadratkilometer. Lafsan (Lövlundsån) som avvattnar avrinningsområdet har biflödesordning 3, vilket innebär att vattnet flödar genom totalt 3 vattendrag innan det når havet efter 156 kilometer. Avrinningsområdet består mestadels av skog (74 procent). Avrinningsområdet har 3 kvadratkilometer vattenytor vilket ger det en sjöprocent på 14,4 procent.